# روبرت مور
روبرت مور (بالإنجليزية: Robert Lee Moore )‏ (و. 1882 – 1974 م) هو رياضياتي، وطوبولوجي، وأستاذ جامعي أمريكي، ولد في دالاس، تكساس، كان عضوًا في الأكاديمية الوطنية للعلوم، توفي في أوستن، تكساس، عن عمر يناهز 92 عاماً.

## التعليم
تعلم في جامعة شيكاغو، وجامعة تكساس في أوستن.